# Métro Marseille
Die Métro Marseille  ist die U-Bahn der südfranzösischen Stadt Marseille, der mit ca. 800.000 Einwohnern nach Paris zweitgrößten Stadt und zudem größten Hafenstadt Frankreichs. Die Agglomeration umfasst je nach politischer oder geographischer Abgrenzung zwischen 1,0 und 1,4 Millionen Menschen, sie ist damit nach dem Großraum Lyon das drittgrößte Ballungsgebiet des Landes.
Die Métro umfasst zwei Linien mit einer Länge von insgesamt 22 Kilometern und 29 Stationen. Die erste der beiden Linien wurde 1977 eröffnet, die zweite Linie kam 1984 hinzu. Seitdem wurden die Strecken mehrfach verlängert. Nach der Pariser Métro und nur etwa ein halbes Jahr vor der Métro Lyon war sie die zweite U-Bahn Frankreichs. Eine Besonderheit der Marseiller Métro ist, dass sie vollständig mit Zügen mit gasgefüllten Gummireifen betrieben wird – ein System, das bei der Pariser Métro entwickelt wurde.
Mit rund 80 Millionen Reisenden im Jahr 2013 stellt die Métro das Rückgrat des öffentlichen Verkehrs im Großraum Marseille dar. Auf die Métro entfallen damit etwa 49 Prozent der Wege des ÖPNV in der Region. Seit 1986 wird sie von der Régie des transports de Marseille, 2016 umbenannt in Régie des Transports Métropolitains (RTM), betrieben.

## Geschichte
Ein erstes Projekt für eine U-Bahn aus dem Jahr 1922 wurde nicht genehmigt. Weitere Pläne aus den Jahren 1937 und 1948 wurden ebenfalls nicht realisiert. In den Jahren 1941 bis 1943 plante man, in der Innenstadt die Straßenbahn komplett unterirdisch zu führen. Bis 1960 wurden jedoch alle Straßenbahnlinien stillgelegt. Ausnahme war die Linie 68, die in einem bereits 1893 eröffneten 600 Meter langen Tunnel verlief, der nicht für den Einsatz von Omnibussen geeignet war.
In den 1960er Jahren nahm die Idee einer Métro wieder Gestalt an, zumal auch Lyon mit solchen Planungen begann. 1964 fasste die Stadtverwaltung einen entsprechenden Beschluss, am 30. Juni 1969 wurde das ausgearbeitete Projekt genehmigt. 1973 gab der Staat die Zusage seiner finanziellen Beteiligung, und noch im selben Jahr wurde mit dem Bau begonnen.

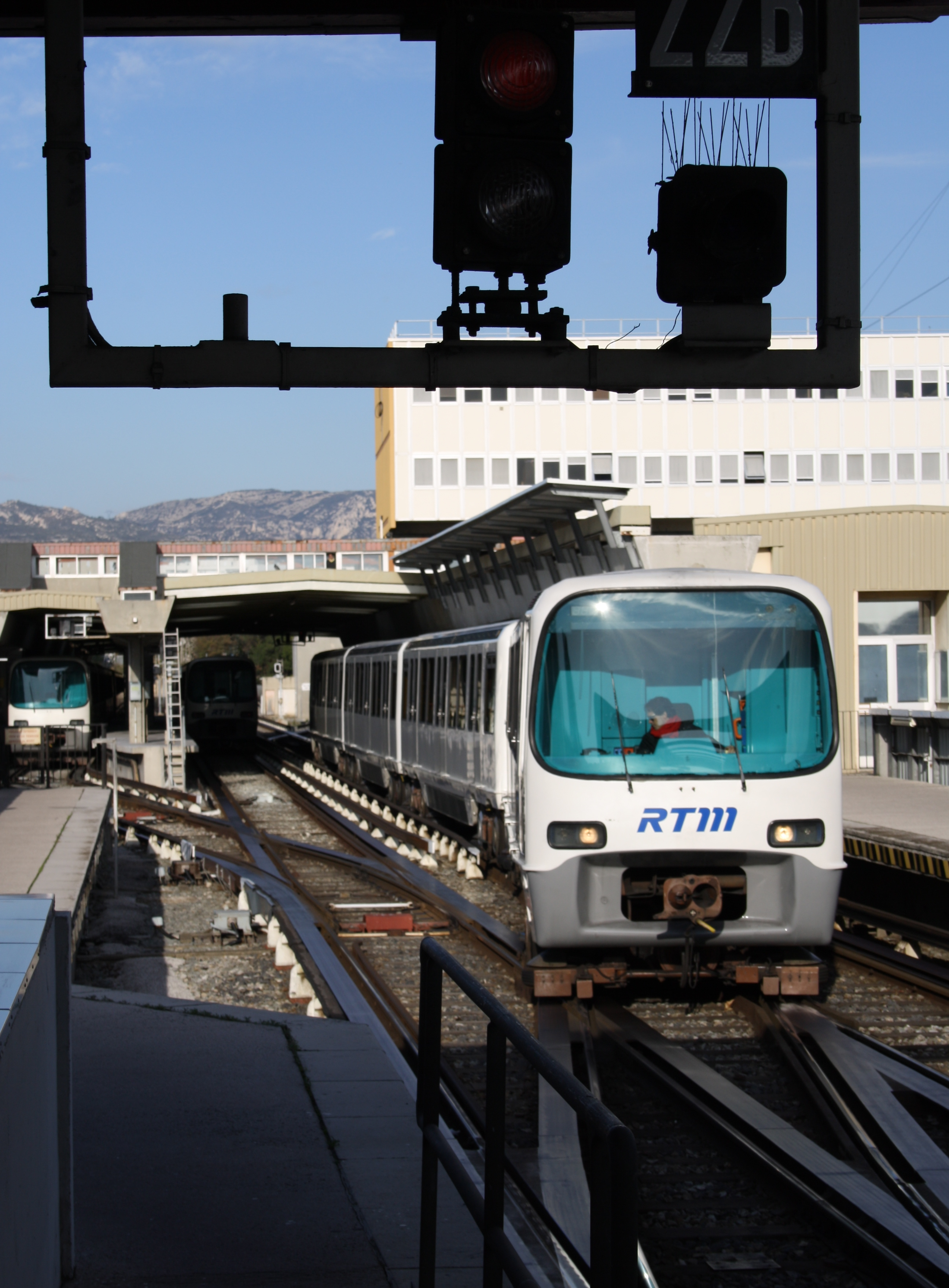
Aus dem Betriebshof der Linie 1 in die Station La Rose einfahrender Zug

Die Technologie des Netzes orientierte sich an jener der mit gummibereiften Zügen betriebenen Strecken der RATP. Als Erprobungsfahrzeuge dienten zwei Triebwagen der Baureihe MP 73 (M 3599 und M 3600), die für die Linie 6 der Pariser Métro entstanden waren und dorthin wieder zurückgegeben wurden.
1977 wurde zunächst das 6,3 Kilometer lange Teilstück der Linie 1 zwischen La Rose – Technopôle de Château-Gombert und Saint-Charles fertiggestellt und am 22. November jenes Jahres in Betrieb genommen. Die Linie wurde am 11. März 1978 durch das 3 Kilometer lange Teilstück zwischen Saint-Charles und Castellane erweitert. Am 3. März 1984 wurde die Linie 2 eröffnet. Sie verlief zunächst auf einer Länge von 3,3 Kilometer zwischen Castellane und Joliette. An beiden Enden wurde diese Linie um die Strecken zwischen Castellane und Sainte-Marguerite Dromel (Eröffnung 1. Februar 1986) sowie Joliette und Bougainville (14. Februar 1987) verlängert. Diese Verlängerungen messen zusammen 5,6 Kilometer. 2019 wurde die Verlängerung Bougainville – Gèze in Betrieb genommen (ca. 900 m). Am 5. März 1992 wurde der Abschnitt zwischen Castellane und La Timone der Linie 1 südlich angefügt, der 2010 bis La Fourragère verlängert wurde.

## Technik
Analog zu mehreren Linien der Pariser Métro werden beide Linien mit gummibereiften Fahrzeugen betrieben. Deren höhere Rollreibung führt zu einem verbesserten Beschleunigungs- und Bremsverhalten. Damit können, ohne die Sicherheit zu beeinträchtigen, die Zugabstände verringert und die Zahl der Züge erhöht werden. Eine geringere Lärmentwicklung und ein gesteigerter Fahrkomfort kommen hinzu.
Die regelspurigen Gleise, deren Schienen in Weichenbereichen zur Führung des Zuges dienen, bilden ein redundantes System und halten jenen, z. B. nach dem Platzen eines Reifens, in der Spur. Beiderseits des Gleises liegen Fahrbalken aus Stahl, auf denen die Züge rollen. Seitliche Leitschienen dienen der Spurführung der Züge auf der Strecke und zugleich der Stromzufuhr mit 750 V Gleichspannung mittels Schleifkontakten.
Die Metro ist weitgehend automatisiert, trotzdem sind die Züge mit Fahrpersonal besetzt.  Nur außerhalb der Hauptverkehrszeit kommt die mögliche Handsteuerung optional zum Einsatz.

## Liniennetz

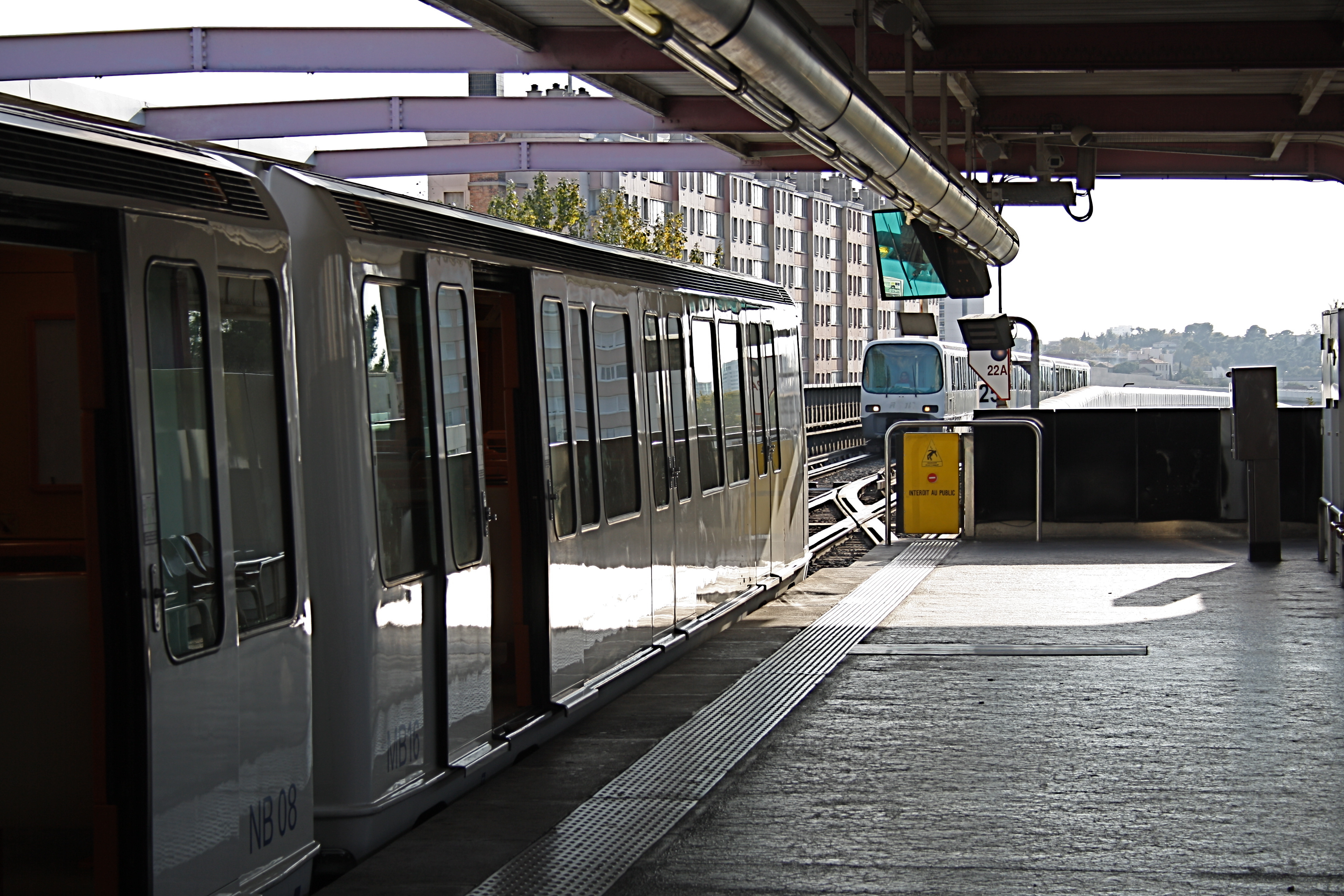
Endstation La Rose mit anschließendem Hochbahnabschnitt

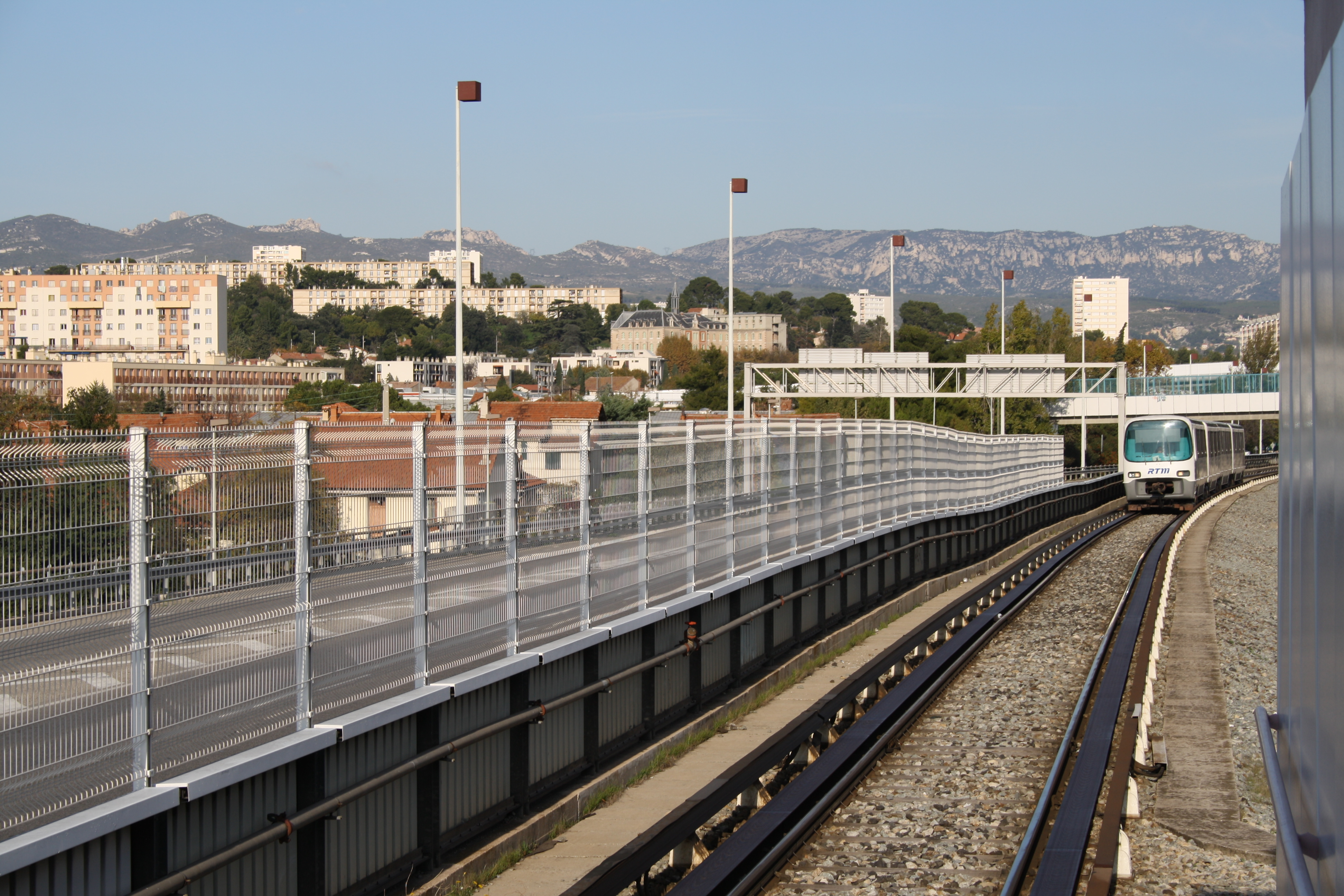
Trasse der Linie 1 im Mittelstreifen der Ausfallstraße D 4C

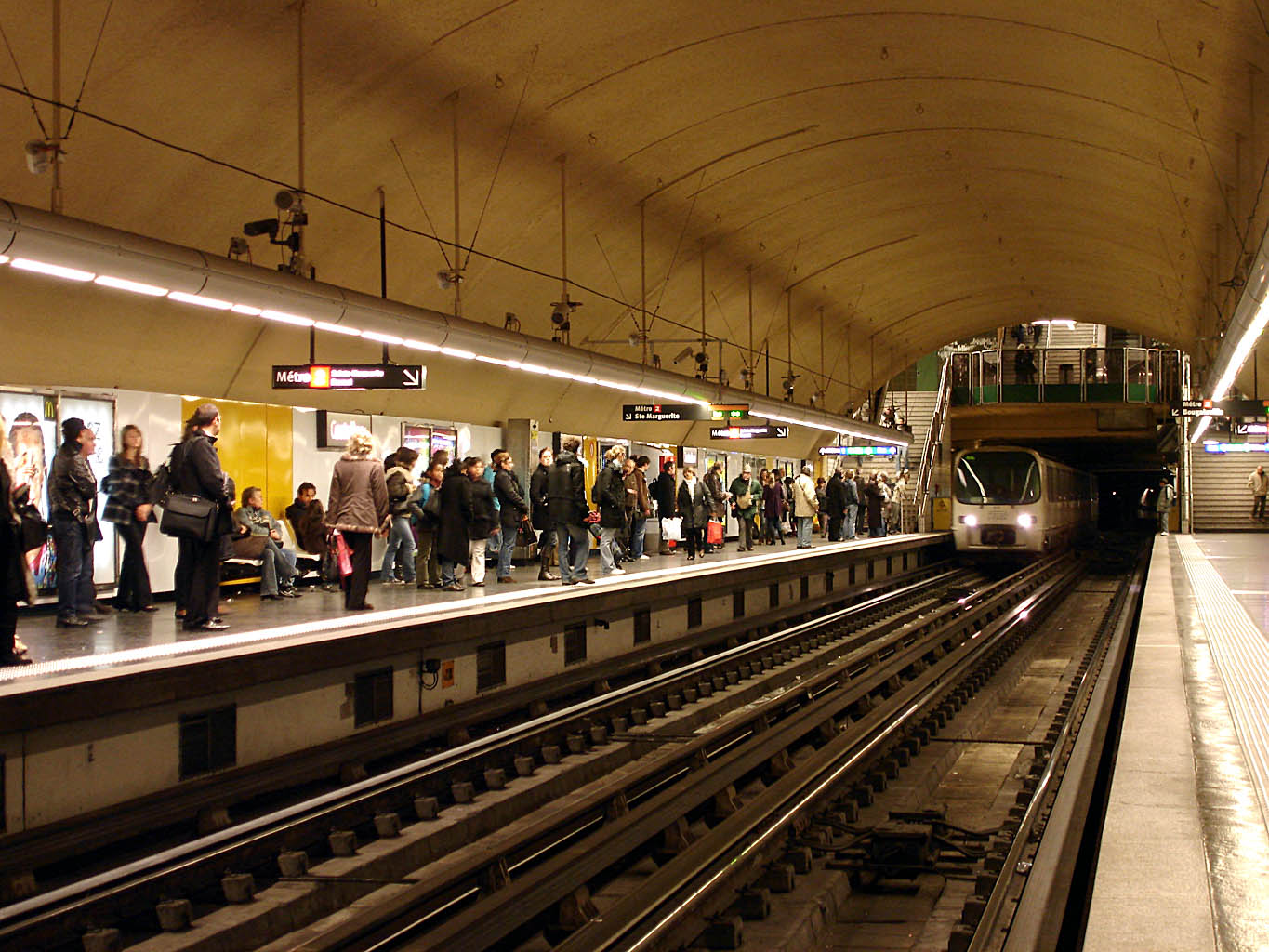
Station der Linie 2 des Umsteigebahnhofs Castellane

Marseille besitzt zwei U-Bahn-Linien:
- Linie 1: La Rose – Technopôle de Château-Gombert ↔ La Fourragère
- Linie 2: Sainte-Marguerite Dromel ↔ Gèze

Die Strecken werden linienrein betrieben, d. h. jede Linie verkehrt auf ihrer eigenen Strecke. Über Weichenverbindungen sind die beiden Linien am U-Bahnhof Saint-Charles miteinander verknüpft. Wegen des sehr bewegten Reliefs wurde ein großer Teil der Strecken bergmännisch nach der Neuen Österreichischen Tunnelbauweise erstellt, bei weiteren Abschnitten kam das Schildvortriebsverfahren zur Anwendung. Damit war es möglich, die Trassen auch abseits der Straßenzüge unterhalb der Bebauung anzulegen.
Die Linie 1 verläuft in Form eines C vom Hinterland hinunter in das Zentrum und von dort wieder landeinwärts. Der nördliche Endpunkt La Rose ist ein überdachter Hochbahnhof mit Seitenbahnsteigen, der folgende Viadukt führt in einen kurzen Tunnel längs unter einer Ausfallstraße. Ab der Station Frais Vallon liegen die Gleise ebenerdig offen im Mittelstreifen dieser Straße. Südwestlich der Station Malpassé verschwinden die Gleise im Untergrund und kommen von dort an nicht mehr an die Oberfläche; die anfangs noch offene Station Saint-Just wurde nachträglich überbaut. Der Abschnitt zwischen den Umsteigebahnhöfen Saint-Charles (am Fernbahnhof Saint-Charles) und Castellane unterquert die Altstadt und hat mit Vieux Port eine Station unmittelbar am Alten Hafen. Der U-Bahnhof La Blancarde ist ein weiterer Verknüpfungspunkt mit der Eisenbahn; vier Stationen bieten zudem Umsteigemöglichkeiten zur Straßenbahn. Fast alle Stationen weisen Seitenbahnsteige auf, nur zwischen Cinq Avenues und Estrangin wurden Mittelbahnsteige angelegt. Während die Züge an der Endstation La Fourragère stumpf an den Bahnsteigen wenden, führen am Endpunkt La Rose die Gleise weiter in Richtung des Betriebshofs.
In Nord-Süd-Richtung wurde die Linie 2 angelegt, deren Trasse weitgehend im Tunnel verläuft. Nur an den beiden Streckenenden kommt sie an die Oberfläche und verläuft auf Viadukten, die die Hochbahnhöfe Gèze, Bougainville und Sainte-Marguerite beinhalten. Mit Ausnahme der drei Stationen Jules Guesge, Noailles und Notre Dame du Mont mit Mittelbahnsteigen erhielten alle anderen Seitenbahnsteige. Hinter beiden Endbahnhöfen existiert eine Wende- und Abstellanlage.
Das Marseiller Netz hat eine Länge von 22,3 Kilometer und 29 Stationen. Der durchschnittliche Haltestellenabstand ist mit 800 Meter verhältnismäßig groß, der minimale Kurvenradius beträgt 150 Meter. Mit seiner Höchstgeschwindigkeit von 80 km/h ist das Metrosystem sehr schnell; die Flächendeckung ist aufgrund dessen sowie der geringen Netzgröße jedoch unzureichend, für die Feinerschließung braucht es Busse und Straßenbahnen.
Die Züge verkehren von 5:00 Uhr bis 0:30 Uhr, von 5 Uhr bis 21 Uhr sind sie – außer sonntags – im 3- bis 5-Minuten-Takt im Einsatz (sonntags alle 10 Minuten). Eine Fahrt auf der Linie 1 dauert rund 19 Minuten, auf der Linie 2 rund 16 Minuten.
Die Hauptwerkstatt für beide Linien und der Betriebshof der Linie 1 liegen hinter deren Endstation La Rose, das Depot der Linie 2 befindet sich südlich der Endstation Gèze.

## Stationen

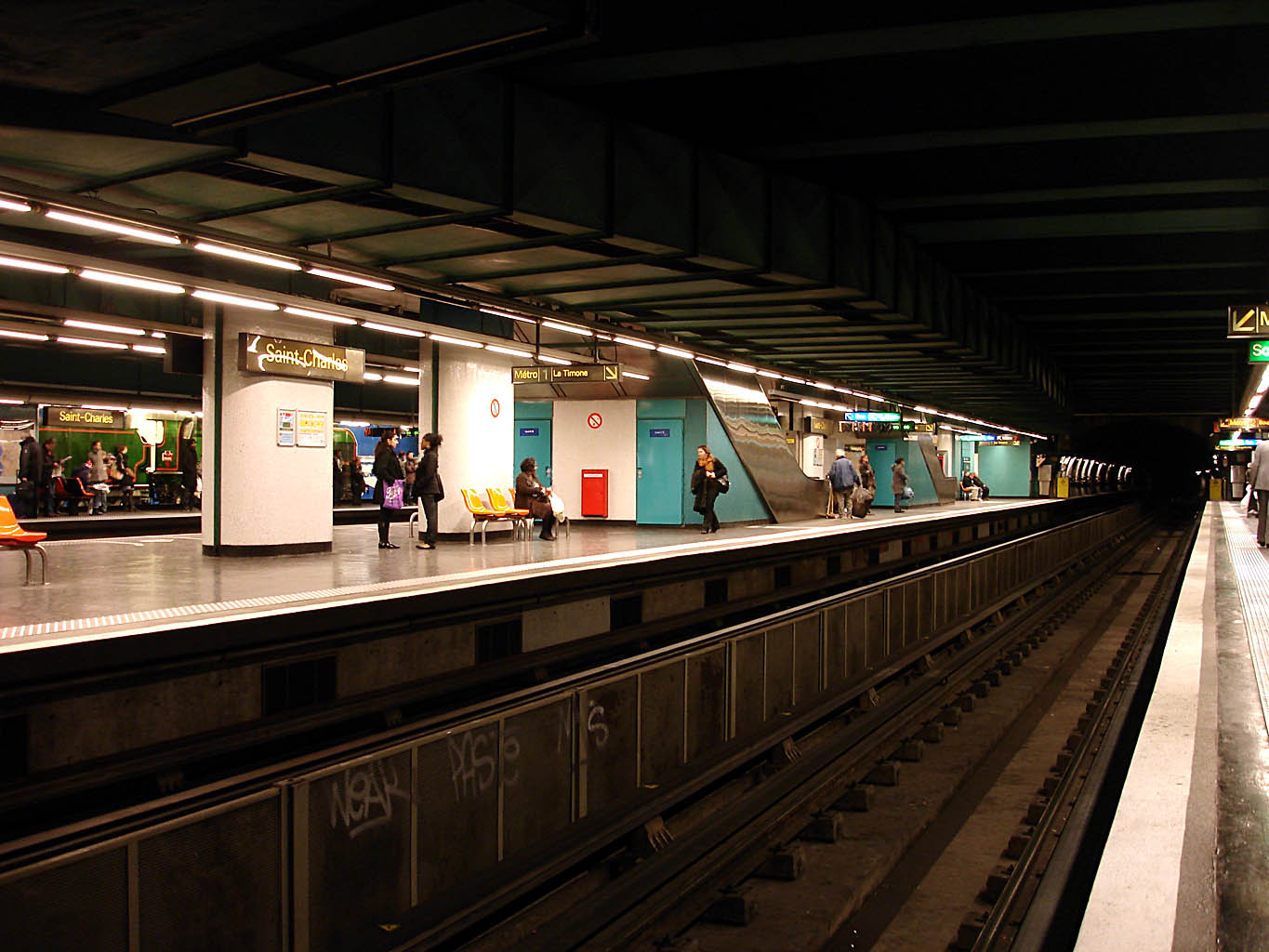
U-Bahnhof Saint-Charles: Seitenbahnsteige für die Linie 2, dazwischen der Mittelbahnsteig der Linie 1

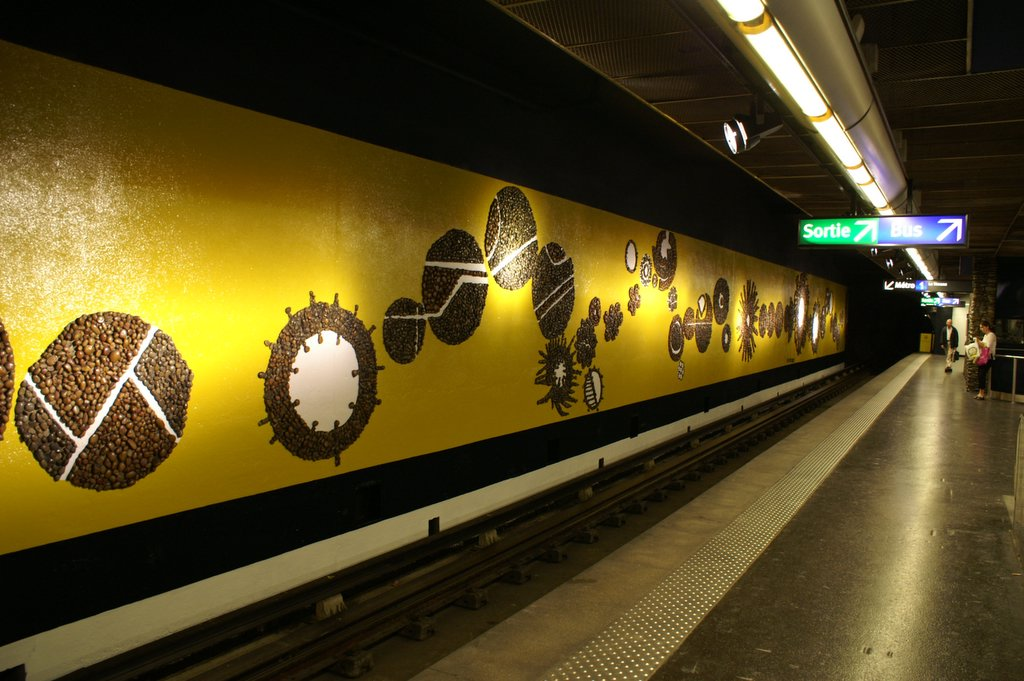
U-Bahn-Station Vieux-Port der Linie 1

Es gibt 29 Stationen, deren Bahnsteige sind in der Regel 70 Meter lang. Die U-Bahnhöfe Saint-Charles und Castellane fungieren als Umsteigebahnhöfe. Während sich im Bahnhof Castellane beide Linien in Form eines L rechtwinklig auf unterschiedlichen Ebenen kreuzen, wurde Saint-Charles als viergleisiger Bahnhof – jedoch ohne Richtungsbahnsteige – angelegt.

### Linie 1
La Rose – Frais Vallon – Malpassé – Saint-Just – Chartreux – Cinq Avenues – Réformés – Saint-Charles – Colbert – Vieux Port – Estrangin – Castellane – Baille – La Timone – La Blancarde – Louis Armand – Saint-Barnabé – La Fourragère

### Linie 2
Gèze – Bougainville – National – Désirée Clary – Joliette – Jules Guesge – Saint-Charles – Noailles – Notre Dame du Mont / Cours Julien – Castellane – Périer – Rond-Point du Prado – Sainte-Marguerite Dromel

## Neue Streckenprojekte
- Die Linie 2 wurde 2013–2019 über den Endpunkt Bougainville hinaus um ca. 900 m nach Norden bis in die Nähe des Boulevard Capitaine Gèze verlängert. Dort entstand mit der neuen Endstation Gèze ein Nahverkehrsknoten. Dieser wird von einer Metrobuslinie, zwei Überlandlinien und sechs Stadtbuslinien bedient. Außerdem entstand ein P+R-Parkhaus mit 627 Stellplätzen und eine gesicherte Velostation mit 70 Plätzen. Die Inbetriebnahme erfolgte am 16. Dezember 2019. Später soll auch die Straßenbahnlinie T3 diesen Knoten anfahren.
- Vorgesehen, aber bislang nicht beschlossen, ist ferner eine Verlängerung der Linie 2 über die bisherige südliche Endstation Sainte-Marguerite hinaus bis Saint-Loup Pagnol.

## Fahrzeuge

### Bestand

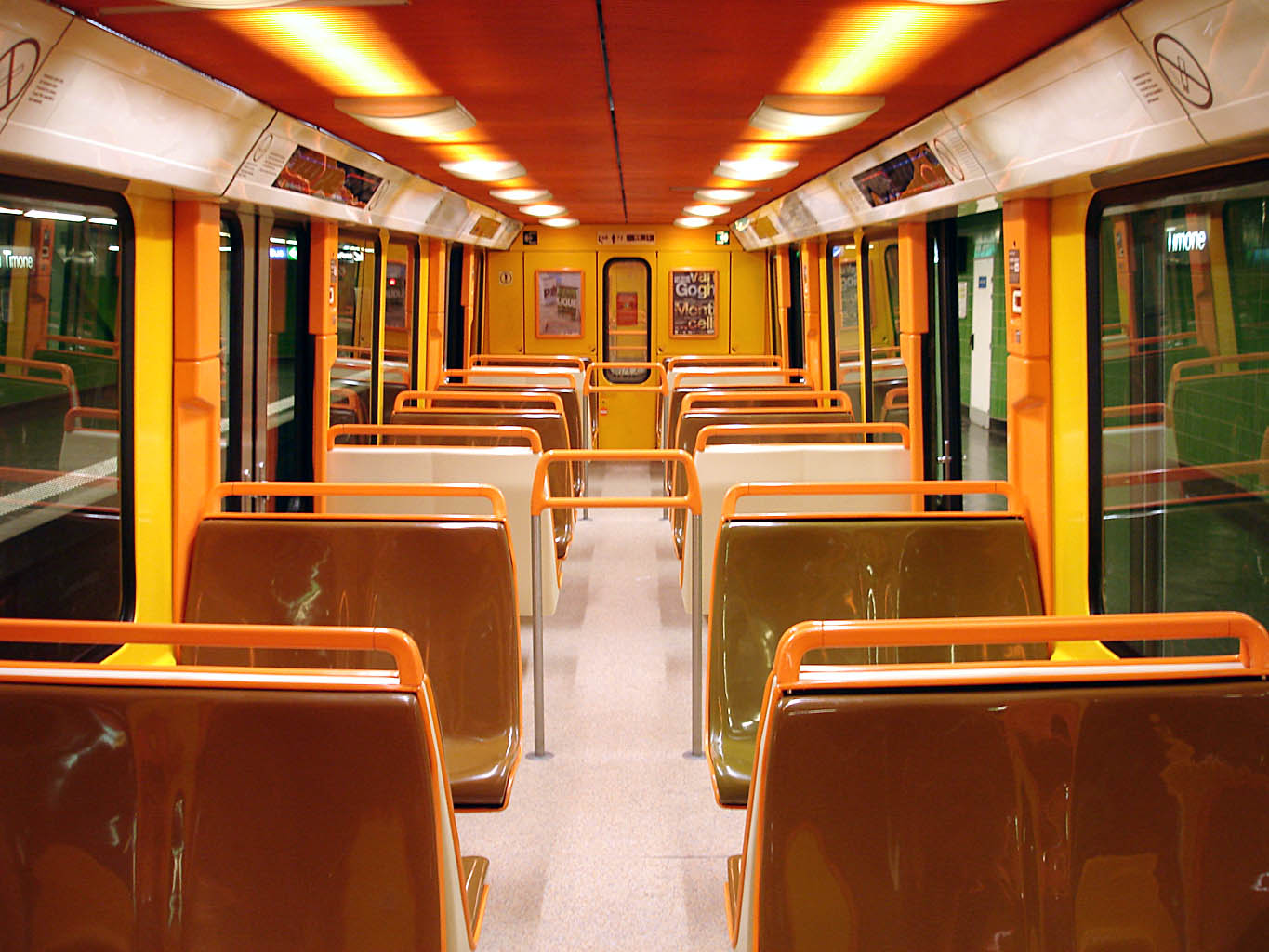
Fahrgastraum

Zunächst kamen aus zwei Triebwagen und einem in deren Mitte laufenden unmotorisierten Beiwagen gebildete Drei-Wagen-Züge zum Einsatz. 1985 wurden diese durch einen weiteren Triebwagen ohne Führerstand ergänzt, was die Züge auf knapp 65 Meter verlängerte.
2005 umfasste der Fahrzeugpark mit 21 Zügen für die Linie 1 und 15 Zügen für die Linie 2 insgesamt 144 Wagen. 42 Triebwagen (MA 01–MA 42) für die Linie 1 stammen aus den Jahren 1976 und 1977, 30 Triebwagen (MB 01–MB 30) für die Linie 2 wurden 1983 und 1984 gebaut. Die 36 Triebwagen ohne Führerstände (NB 01–NB 36, Baujahr 1985) laufen in Zügen beider Linien. Dazu kommen 21 Beiwagen (RA, 1976/77) für die Linie 1 und 15 Beiwagen (RB, 1983/84) für die Linie 2.
Die Wagen der als MPM 76 bezeichneten Züge sind im Betriebsalltag fest gekuppelt, sie sind vierachsig und 2,60 m breit. Das äußere Erscheinungsbild der weiß lackierten Fahrzeuge ist einheitlich, die Innenräume sind in grellen Gelb- und Orangetönen gehalten.

### Neufahrzeuge
Alstom liefert 38 Vierwagenzüge zum Ersatz der Bestandsfahrzeuge. Wie diese sind sie 65 Meter lang und haben drei Fahrgasttüren pro Wagenseite. Gleichzeitig werden beide Métrolinien automatisiert und mit Bahnsteigtüren ausgestattet.